# Кио, Райли
Даниэ́ль Ра́йли Ки́о (англ. Danielle Riley Keough; род. 29 мая 1989) — американская актриса и модель.
Кио дебютировала в кино в возрасте 20 лет, снявшись в роли второго плана в музыкальном байопике «Ранэвэйс» (2010), сыграв Мари Кэрри. В 2016 году Кио сыграла свою прорывную роль студентки-юриста, ставшей эскортницей, в первом сезоне антологического сериала «Девушка по вызову», продюсером которого выступил Стивен Содерберг и который основан на его одноимённом фильме 2009 года.

## Биография
Внучка певца Элвиса Пресли и актрисы Присциллы Пресли. Дочь Лизы Мари Пресли (1968—2023) и её первого мужа, певца и автора песен Дэнни Кио. У неё был младший родной брат Бенджамин Сторм Кио (покончил жизнь самоубийством) и единоутробные сестры-близнецы Финли Аарон Лав Локвуд и Харпер Вивьен Энн Локвуд от четвёртого брака её матери.
Когда Кио было шесть лет, её родители развелись, и мать была недолго замужем за Майклом Джексоном с 1994 по 1996 год. О своём воспитании Кио сказала, что она «выросла в очень привилегированном положении с матерью, но мой отец жил иначе. И я думаю, что испытать обе стороны было полезно. У моего отца были матрасы на полу в квартирах. Он жил в хижинах и трейлерных парках. У него просто было немного денег… Вообще-то, мои воспоминания о том, как я росла с ним, были такими красочными, эксцентричными и веселыми. Это была хорошая атмосфера, понимаете? Когда мне было лет восемь, я сказала ему: „Я хочу вырасти и быть бедной, как ты!“ Он ел миску хлопьев. Я не понимала, насколько это было оскорбительно!».
Кио воспитывалась в основном отцом на Гавайях и в Лос-Анджелесе, хотя иногда жила в лос-анджелесском доме матери, а также в поместье Грейсленд в Мемфисе, Теннесси, которое досталось её матери после смерти её деда Элвиса.
До начала карьеры в кино, Кио начала работать моделью в возрасте 15 лет, участвуя в показе одежды осень-зима 2004 года для Dolce & Gabbana, а затем в показе Christian Dior для коллекции весна-лето 2005 года. Затем Кио появилась на обложке американского Vogue в августе 2004 года. Впоследствии она появилась на обложках японского Elle и корейского Vogue, оба в 2005 году, а также на обложках французских журналов Jalouse и L’Officiel, также в 2005 году.

## Режиссура
На Amazon Prime Video вышел режиссёрский дебют актрисы Райли Кио — фильм «Боевой пони».

## Личная жизнь
С 4 февраля 2015 года Кио замужем за каскадёром Беном Смитом-Петерсеном, с которым она познакомилась во время съёмок фильма «Безумный Макс: Дорога ярости» в 2012 году.

## Фильмография
| Год  |   | Русское название             | Оригинальное название     | Роль                                        |
| ---- | - | ---------------------------- | ------------------------- | ------------------------------------------- |
| 2010 | ф | Ранэвэйс                     | The Runaways              | Мари Кэрри                                  |
| 2011 | ф | Хороший доктор               | The Good Doctor           | Дайан Никсон                                |
| 2011 | ф | Джек и Дайан                 | Jack & Diane              | Джек                                        |
| 2012 | ф | Супер Майк                   | Magic Mike                | Нора                                        |
| 2012 | ф | Жёлтый                       | Yellow                    | молодая Аманда                              |
| 2012 | ф | Поцелуй проклятой            | Kiss of the Damned        | Анна                                        |
| 2015 | ф | Безумный Макс: Дорога ярости | Mad Max: Fury Road        | Способная                                   |
| 2015 | ф | Диксиленд                    | Dixieland                 | Рэйчел                                      |
| 2016 | ф | Песня о любви                | Lovesong                  | Сара                                        |
| 2016 | с | Девушка по вызову            | The Girlfriend Experience | Кристина Рид / «Челси Рэйн» / «Аманда Хейс» |
| 2016 | ф | Американская милашка         | American Honey            | Кристал                                     |
| 2017 | ф | Открытие                     | The Discovery             | Лейси                                       |
| 2017 | ф | Нам здесь не место           | We Don't Belong Here      | Элайза Грин                                 |
| 2017 | ф | Оно приходит ночью           | It Comes at Night         | Ким                                         |
| 2017 | ф | Удача Логана                 | Logan Lucky               | Мэлли Логан                                 |
| 2017 | ф | Добро пожаловать незнакомец  | Welcome the Stranger      | Мисти                                       |
| 2017 | ф | Под Сильвер-Лэйк             | Under the Silver Lake     | Сара                                        |
| 2018 | ф | Дом, который построил Джек   | The House That Jack Built | Жаклин «Простушка»                          |
| 2018 | ф | Придержи тьму                | Hold the Dark             | Медора Слоун                                |
| 2018 | с | Ривердейл                    | Riverdale                 | Лори Лейк                                   |
| 2019 | ф | Сторожка                     | The Lodge                 | Грейс                                       |
| 2019 | ф | Предвестник землетрясения    | Earthquake Bird           | Лили Бриджес                                |
| 2020 | ф | Зола                         | Zola                      | Джессика                                    |
| 2020 | ф | Дьявол всегда здесь          | The Devil All the Time    | Сэнди Хендерсон                             |
| 2021 | ф | Виновный                     | Guilty                    | Эмили Лайтон                                |
| 2022 | с | Список смертников            | The Terminal List         | Лорен Рис                                   |
| 2023 | с | Дейзи Джонс и The Six        | Daisy Jones & The Six     | Дейзи Джонс                                 |
| 2024 | ф | Закат снежного человека      | Sasquatch Sunset          |                                             |
| 2024 | с | Под Мостом                   | Under the Bridge          | Ребекка Годфри                              |
| 2025 | ф | Джей Келли                   | Jay Kelly                 | Ванесса Доэрти                              |
| 2026 | ф | Обрезка розовых кустов       | Rosebush Pruning          |                                             |